# 오단
오단(吳端, 1592년~1640년)은 조선의 문신이다. 본관은 동복(同福), 자는 여확(汝擴), 호는 동암(東巖)·백암(白巖)이다. 조선 16대 왕 인조(仁祖)의 셋째 아들인 인평대군(麟坪大君)의 장인으로 영의정에 추증되었다.

## 생애
1618년(광해군 10년) 생원시와 진사시에 합격하고, 1623년(인조 1) 음보(蔭補)로 직장이 되었다.
1624년(인조(仁祖) 2년) 알성문과에 급제하여 전적(典籍)이 되고, 형조와 공조의 좌랑을 거쳐 병조정랑을 역임하였다. 1625년에 교리(校理), 1627년에 정언, 1728년 사헌부 지평(持平), 1735년 수찬(修撰), 1736년 사헌부 장령(掌令) 등 청환(淸宦)을 역임하였다.
1634년에 둘째 딸을 인조의 셋째 아들인 인평대군(麟坪大君)에게 출가시켰다. 1635년 인렬왕후(仁烈王后)가 죽자 빈전도감도청(殯殿都監都廳)이 되어 상례(喪禮)를 치렀다.
1637년 전주부윤을 거쳐 충청감사와 황해도감사를 역임하였다. 왕자의 장인으로서 사후 우의정에 추증되었다.

## 가족 관계
- 아버지 : 오백령(吳百齡)
- 어머니 : 제주 고씨(濟州高氏), 고경룡(高景龍)의 딸
  - 처 : 청송 심씨(靑松沈氏), 심액(沈詻)의 딸
    - 장남 : 오정일(吳挺一)
    - 차남 : 오정원(吳挺垣) - 횡(竑)에게 입양
    - 3남 : 오정위(吳挺緯) - 전(竱)에게 입양
    - 4남 : 오정벽(吳挺璧)
    - 5남 : 오정창(吳挺昌)
    - 장녀 : 이상정(李象鼎)에게 출가
    - 차녀 : 인평대군(麟坪大君)에게 출가
    - 3녀 : 이수번(李粹蕃)에게 출가
    - 4녀 : 유이태(柳以泰)에게 출가